# Bingöl (pokrajina)
Pokrajina Bingöl (tur.: Bingöl ili)  koja se nalazi u ıstočnjačkenom dijelu Turske.
Prostire se na površini od 8,125 km2 a u njoj živi 281.768 stanovnika (podaci iz 2020.) što iznosi oko 34 stanovnik po km2.
Glavni grad je Bingöl.

## Okruzi
Pokrajina Bingöl je podijeljena na 8 okruga:
| - Bingöl - Adaklı - Genç - Karlıova | - Kiğı - Solhan - Yayladere - Yedisu |

## Vanjske poveznice
- Službena stranica pokrajine